# Västlig snårskrika
Västlig snårskrika (Aphelocoma californica) är en fågel i tättingfamiljen kråkfåglar som huvudsakligen förekommer i västra Nordamerika. Dess artstatus är omdiskuterad.

## Kännetecken

### Utseende
Västlig snårskrika är en liten (28–30 cm) kråkfågel med lång stjärt och utan tofs i blått, grått och vitt. Likt alla snårskrikor har den blå ovansida, grå mantel, mörk kind, ljus undersida och ett blått halsband. Mycket närbesläktade inlandssnårskrikan (A. woodhousei) är inte lika bjärt blå, med tunnare näbb, gråare undersida och svagare halsvband, medan santacruzsnårskrikan är större, med kraftigare näbb, mörkare nästan svart kind och mörkare blått på ovansidan.

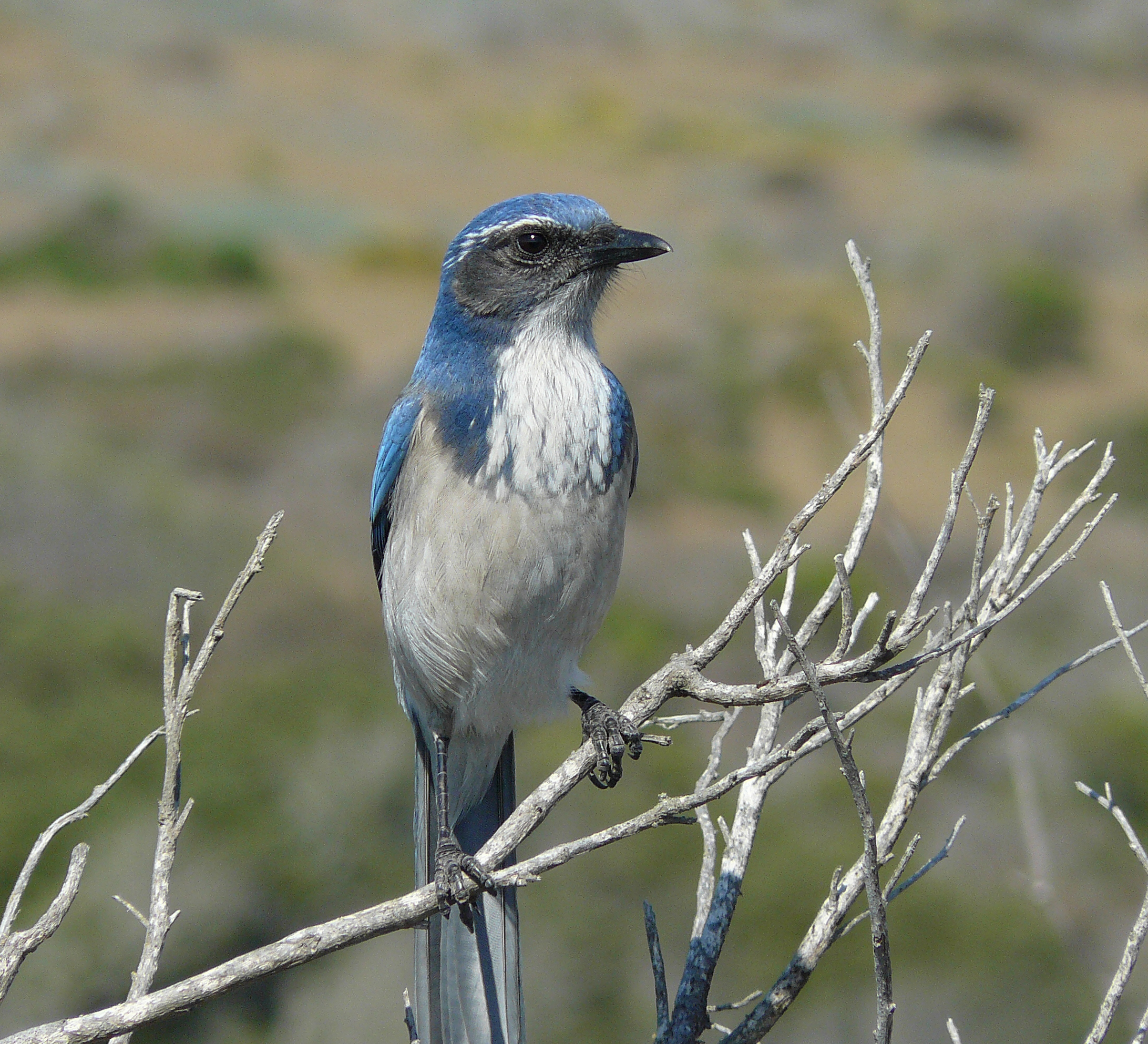
Västlig snårskrika i Montana de Oro State Park i Kalifornien.

### Läten
Vanligaste lätet är ett hård, skränigt och stigande "shreeeeenk", men även snabba serier med "wenk wenk wenk..." hörs. Lätena är ljusare och klarare än inlandssnårskrikans.

## Utbredning och systematik
Snårskrikorna är en närbesläktad grupp arter där medlemmarnas artstatus är omdiskuterad och tidigare har de behandlats som en och samma art. Vanligen urskiljs numera de fyra arterna västlig snårskrika, inlandssnårskrika (A. woodhousei), santacruzsnårskrika (A. insularis) och floridasnårskrika (A. coerulescens). Västlig snårskrika i begränsad mening delas då upp i åtta underarter med följande utbredning:
- Aphelocoma californica inmanis – sydvästligaste Washington till västra Oregon (Willamette Valley)
- Aphelocoma californica caurina – kustnära sydvästra Oregon till centrala Kalifornien (Trinity, Lake och Napa County)
- Aphelocoma californica oocleptica – södra och centrala Oregon till San Francisco Bay och västra Nevada
- Aphelocoma californica californica – kustområden i centrala Kalifornien (södra San Mateo till sydvästra Ventura County)
- Aphelocoma californica cana – arida södra Kalifornein (området kring Eagle Mountain i Riverside County)
- Aphelocoma californica obscura – sydvästra Kalifornien och norra Baja California (i söder till Todos Santos Bay)
- Aphelocoma californica cactophila – centrala Baja California (latitud 29º 30' till Bahía Magdalena)
- Aphelocoma californica hypoleuca – Cape District i Baja California

Taxonet cactophila inkluderas ofta i hypoleuca.
Vissa inkluderar dock även inlandssnårskrika och santacruzsnårskrika i arten västlig snårskrika.

## Levnadssätt
Fågeln är vanlig i buskiga områden och ekskogar. Den är allätare, men specialiserar sig på ekollon säsongsvis. Bobygge inleds i månadsskiftet februari–mars i norra Kalifornien, med äggläggning i mars–april.

## Status och hot
Arten har ett stort utbredningsområde och det finns inga tecken på vare sig några substantiella hot eller att populationen minskar. Utifrån dessa kriterier kategoriserar IUCN arten som livskraftig (LC), som dock inkluderar santacruzsnårskrikan och inlandssnårskrikan i bedömningen.

## Kuriosa
Snårskrikan har i experiment visat sig kapabel att planera för framtiden, en förmåga som länge troddes vara unikt mänsklig.